# Dancalia Meridionale
Il distretto della Dancalia Meridionale è un distretto dell'Eritrea nella regione del Mar Rosso Meridionale.